# Nedre Abborrtjärnen, Hälsingland
Nedre Abborrtjärnen är en sjö i Härjedalens kommun i Hälsingland och ingår i Ljusnans huvudavrinningsområde. Sjön har en area på 0,0889 kvadratkilometer och ligger 269,5 meter över havet.

## Delavrinningsområde
Nedre Abborrtjärnen ingår i det delavrinningsområde (688052-146358) som SMHI kallar för Ovan 687918-146695. Medelhöjden är 300 meter över havet och ytan är 12,77 kvadratkilometer. Det finns ett avrinningsområde uppströms, och räknas det in blir den ackumulerade arean 25,33 kvadratkilometer. Kårån som avvattnar avrinningsområdet har biflödesordning 2, vilket innebär att vattnet flödar genom totalt 2 vattendrag innan det når havet efter 185 kilometer. Avrinningsområdet består mestadels av skog (90 procent). Avrinningsområdet har 0,48 kvadratkilometer vattenytor vilket ger det en sjöprocent på 3,8 procent.